# 17 februarie
ianuarie • februarie • martie  • aprilie  • mai  • iunie  • iulie  • august  • septembrie  • octombrie  • noiembrie  • decembrie
17 februarie este a 48-a zi a calendarului gregorian. Mai sunt 317 zile până la sfârșitul anului (318 zile în anii bisecți).

## Evenimente

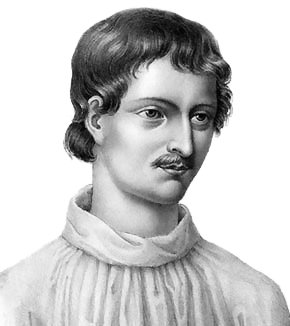
1600: În drumul său pentru a fi ars pe rug pentru erezie, la Campo de' Fiori din Roma, filosofului Giordano Bruno i se pune pe limbă o menghină de lemn pentru a-l împiedica să vorbească.

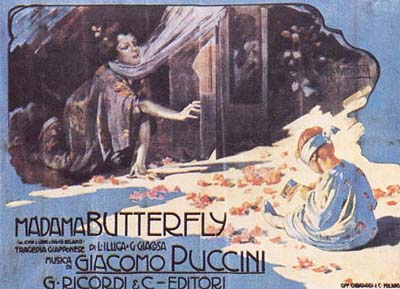
1904: A avut loc, la Milano, premiera mondială a operei Madama Butterfly de Puccini.

- 1411: În urma campaniilor de succes din timpul Interregnumului otoman, Musa Çelebi, unul dintre fiii lui Baiazid, devine sultan al Imperiului Otoman cu sprijinul lui Mircea cel Bătrân.[1]
- 1600: În drumul său pentru a fi ars pe rug pentru erezie, la Campo de' Fiori din Roma, filosofului Giordano Bruno i se pune pe limbă o menghină de lemn pentru a-l împiedica să vorbească.[2]
- 1753: În Suedia, data de 17 februarie este urmată de 1 martie, deoarece țara trece de la calendarul iulian la cel gregorian.[3]
- 1850: Domnitorul Barbu Știrbei a dat ofisul domnesc privind organizarea școlilor din Țara Românească.
- 1866: Pe baza decretului lui Alexandru Ioan Cuza, din 1865, a început să funcționeze Banca României, constituită prin transformarea filialei din București a Băncii Imperiului Otoman; primul președinte al băncii a fost Ion Ghica (17 februarie/2 martie).
- 1867: S-a realizat dualismul austro-ungar luand astfel naștere Imperiul Austro-Ungar.
- 1904: A avut loc, la Milano, premiera mondială a operei Madama Butterfly de Puccini.
- 1905: Revoluția rusă din 1905 – Marele Duce Serghei Alexandrovici al Rusiei este asasinat de către revoluționarul socialist Ivan Kaliaiev.[4]
- 1941: Al Doilea Război Mondial: Părintele franciscan Maximilian Kolbe a fost arestat de Gestapo pentru ajutorul dat unor refugiați din estul Poloniei (evrei și ucraineni). Kolbe și-a dat viața în schimbul eliberării altui prizonier, tatăl unor copii, la Auschwitz.
- 1947: În Austria, a fost emisă "A doua lege privind național-socialismul", prin care foștii naziști erau excluși din viața publică.
- 1950: Prin decret al Consiliului de Miniștri, a fost modificat statutul de organizare și funcționare a Academiei, devenită Academia Republicii Populare Române.
- 1979: Declanșarea războiului de graniță chino-vietnamez.
- 1980: Prima ascensiune pe timp de iarnă a Muntelui Everest de către Krzysztof Wielicki și Leszek Cichy.
- 1987: Pe fondul nemulțumirii generale cauzată de restricțiile economice, în România au avut loc mai multe manifestații de protest. La Iași, studenții au manifestat împotriva condițiilor inumane din cămine, scandând „Vrem apă să ne spălăm și lumină să învățăm!”.
- 1993: Academia Română a hotărât revenirea la scrierea cu "â" în interiorul cuvântului și a formei "sunt" în loc de "sînt".
- 1993: Vizita oficială a președintelui României, Ion Iliescu, la sediul NATO din Bruxelles.
- 1996: În Philadelphia, campionul mondial Garry Kasparov învinge supercomputerul Deep Blue într-un meci de șah.
- 1997: Constituirea Asociației Camerelor de Comerț din zona Mării Negre, în cadrul unei reuniuni desfășurate la Centrul Român de Afaceri "Marea Neagră", de la Mangalia.
- 1999: Au avut loc, în localitatea Stoenești, județul Olt, confruntări violente între forțele de ordine și grupuri de mineri porniți înspre Capitală.
- 1999: NATO a aprobat un "plan de operare" pentru o eventuală forță internațională de menținere a păcii în Kosovo (KFOR), care să cuprindă 26.000 de oameni.
- 2008: Kosovo își declară independența față de Serbia.
- 2011: Primăvara arabă: încep protestele libiene împotriva regimului lui Muammar Gaddafi.
- 2013: A 63-a ediție a Ursului de aur, unde marele premiu i-a fost acordat lui Călin Peter Netzer, pentru filmul Poziția copilului.

## Nașteri
- 1519: François de Guise, militar și om de stat francez (d. 1563)
- 1653: Arcangelo Corelli, compozitor, violonist, pedagog și dirijor italian (d. 1713)
- 1752: Friedrich Maximilian Klinger, scriitor francez (d. 1831)
- 1765: James Ivory, matematician britanic (d. 1842)
- 1781: René Laënnec, medic francez (d. 1826)

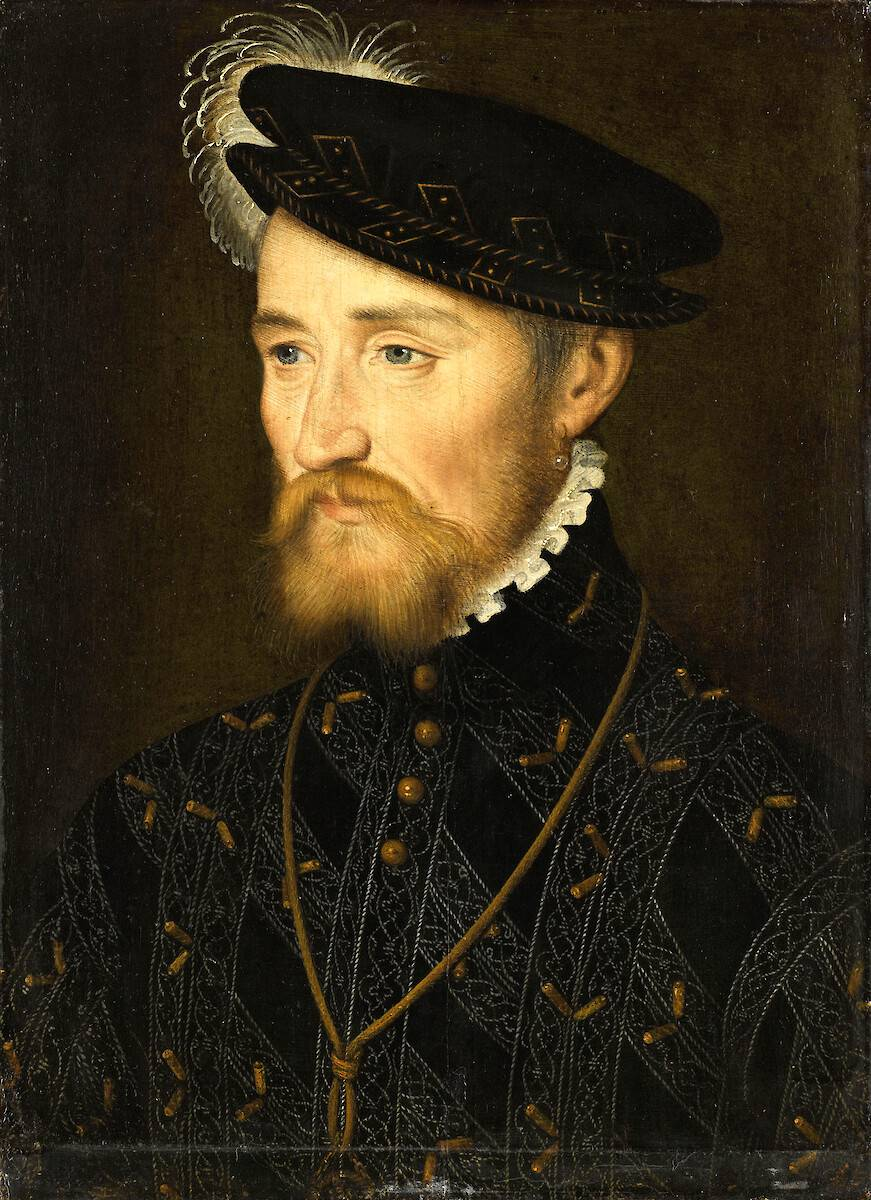
François de Guise, militar și om de stat francez
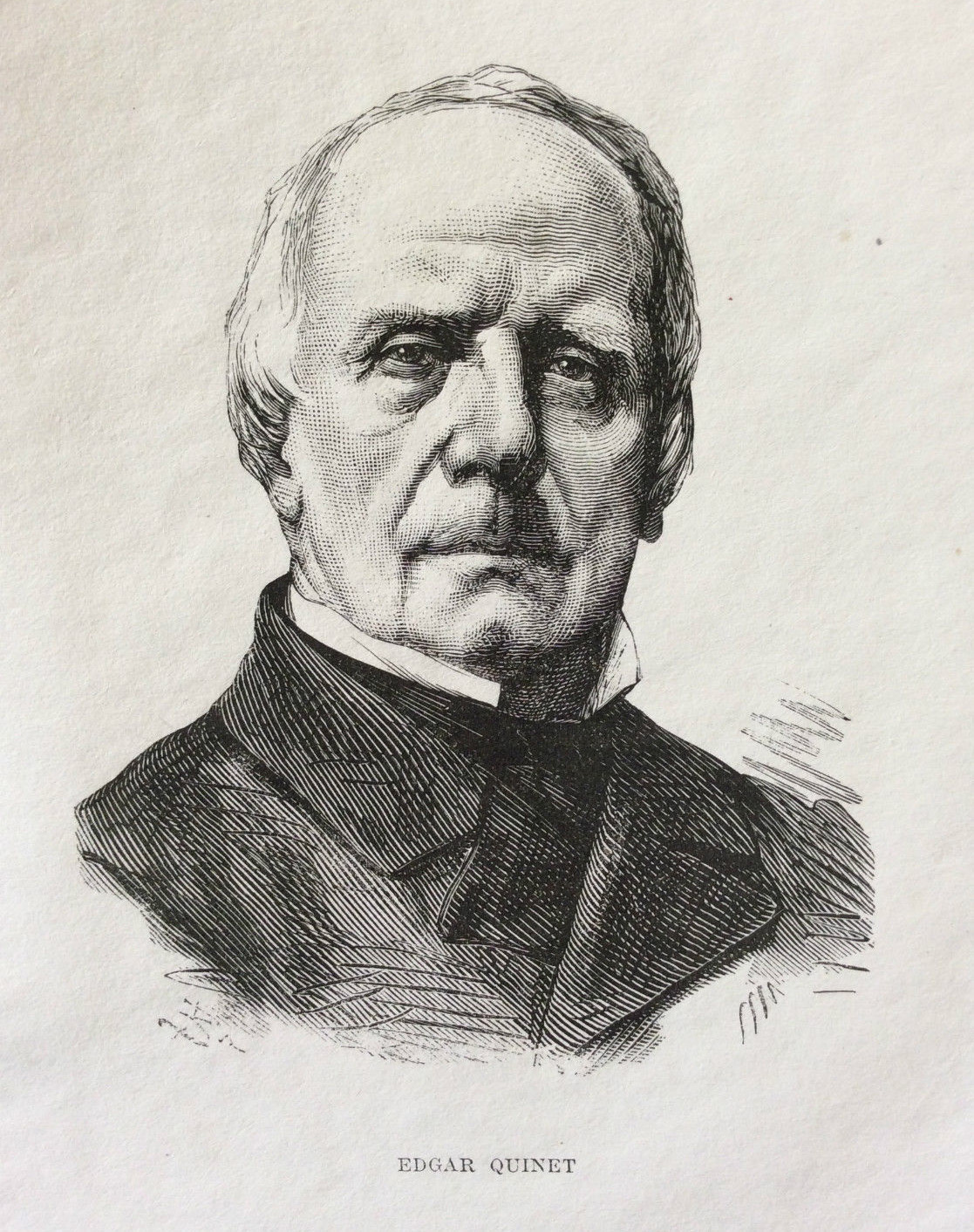
Edgar Quinet, istoric, scriitor, filoromân francez
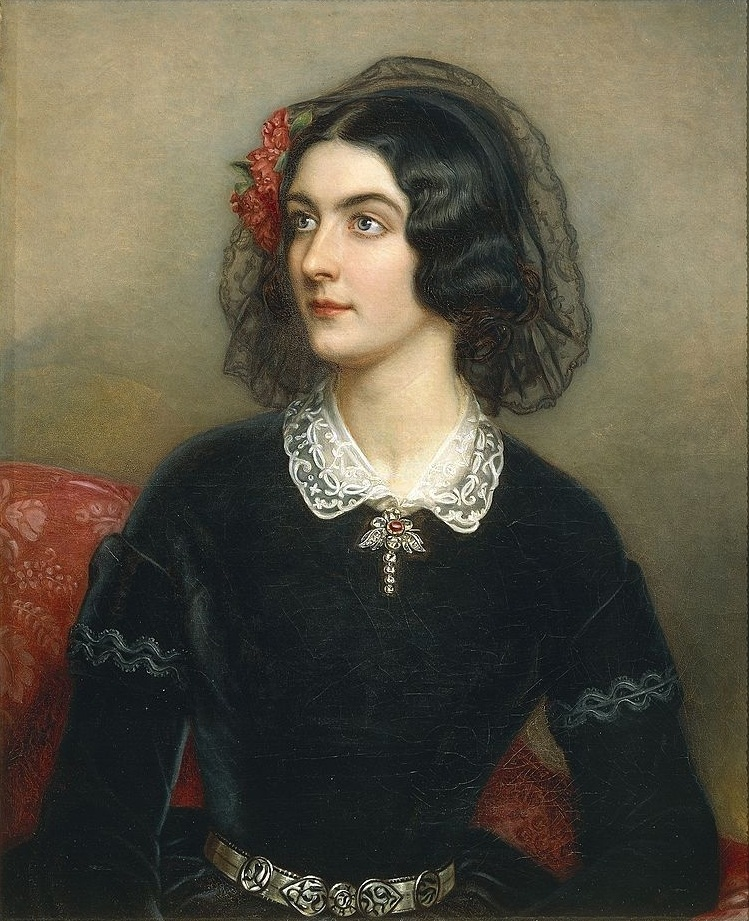
Lola Montez, dansatoare irlandeză, metresa regelui Ludwig I al Bavariei

- 1792: Karl Ernst von Baer, biolog german (d. 1876)
- 1803: Edgar Quinet, istoric, scriitor, filozof și filoromân francez (d. 1875)
- 1821: Lola Montez, dansatoare irlandeză, metresa regelui Ludwig I al Bavariei (d. 1861)
- 1836: Gustavo Adolfo Bécquer, poet spaniol (d. 1870)
- 1836: Iosif Goldiș, episcop român, membru corespondent al Academiei Române (d. 1902)
- 1845: Infanta Antónia a Portugaliei, fiica reginei Maria a II-a a Portugaliei și mama regelui Ferdinand al României (d. 1913)
- 1861: Prințesa Helena de Waldeck și Pyrmont (d. 1922)
- 1862: Mori Ōgai, romancier și poet japonez (d. 1922)
- 1864: Gheorghe conte Wassilko de Serecki, politician austro-român, membru ereditar al Camerei Superioare al imperiului austriac și mareșal al Ducatului Bucovinei (d. 1940)
- 1874: Thomas J. Watson, Sr. primul președinte al IBM (International Business Machines) (d. 1956)
- 1876: Iosif Popovici, lingvist, specialist  în slavistică, în fonetică și dialectologie (d. 1928)
- 1881: Ion Manolescu, actor român (d. 1959)
- 1884: Ion D. Enescu, arhitect român (d. 1973)
- 1888: Otto Stern, fizician germano-american, laureat Nobel  (d. 1969)
- 1892: Iosif Slipyj, cardinal ucrainean, deținut politic (d. 1984)
- 1916: Raf Vallone, actor italian (d. 2002)
- 1917: Ioana Radu, cântăreață română (d. 1990)
- 1921: Vera Călin, eseistă română, profesoară de literatură comparată (d. 2013)
- 1924: Sever Suciu, sculptor român (d. 1997)
- 1925: Angel Grigoriu, textier român (d. 2001)

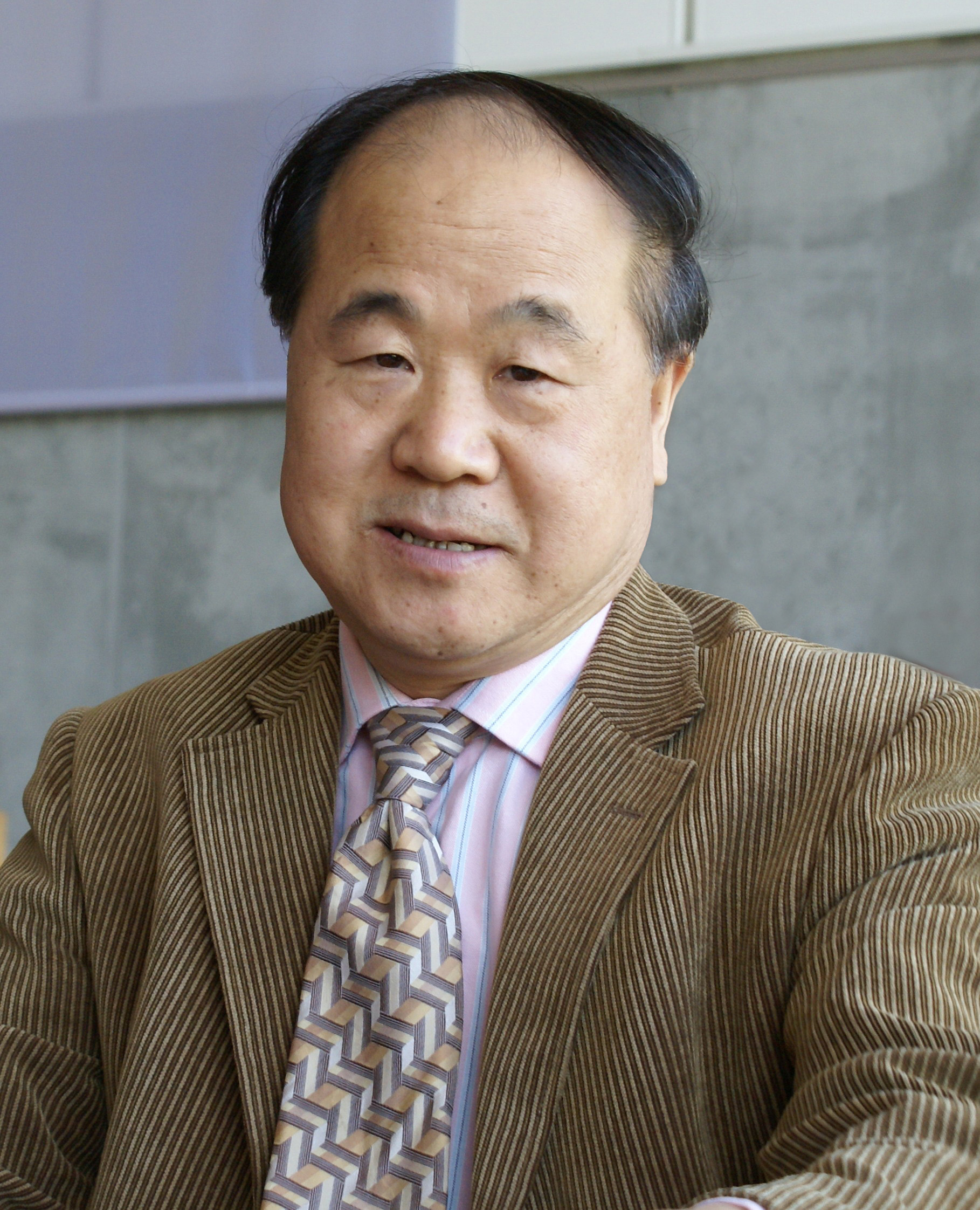
Mo Yan, scriitor chinez, laureat Nobel
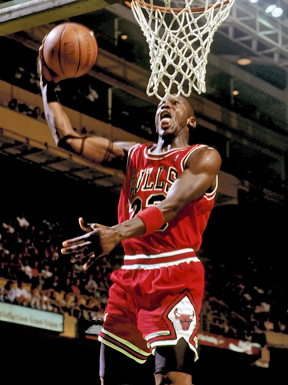
Michael Jordan, baschetbalist american
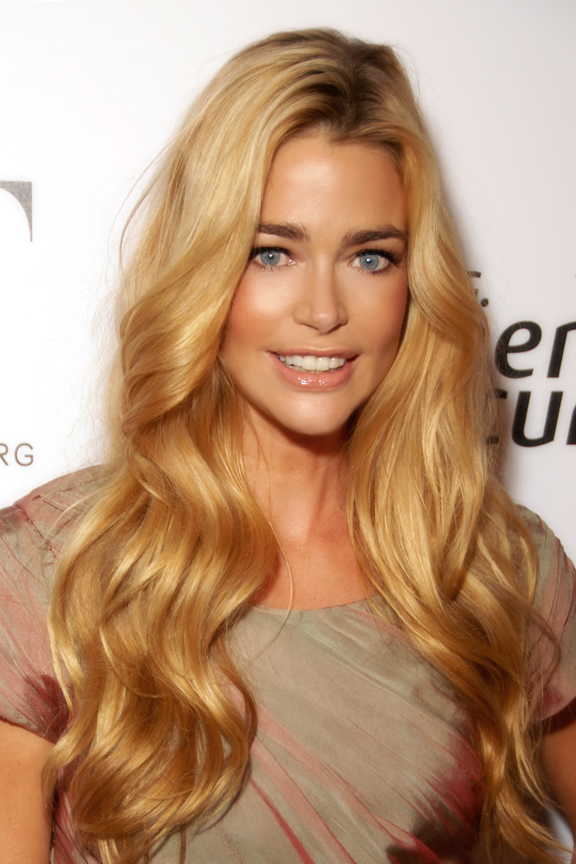
Denise Richards, actriță americană

- 1925: Harold Holbrook, actor american (d. 2021)
- 1929: Nicolae Dan Cristescu, matematician român, membru al Academiei Române (d. 2020)
- 1929: Alejandro Jodorowsky, actor și producător de film franco-chilian
- 1932: Doru Popovici, compozitor și muzicolog român (d. 2019)
- 1934: Alan Bates, actor englez (d. 2003)
- 1941: Mihai Ursachi, scriitor român (d. 2004)
- 1944: Robert Dessaix, romancier, eseist și jurnalist australian
- 1949: Ioan Mircea Pașcu, politician român
- 1951: Octavian Belu, antrenor de gimnastică artistică
- 1952: Stelian Tănase, jurnalist și scriitor român
- 1954: Don Coscarelli, regizor american
- 1954: Rene Russo, actriță de film americană
- 1955: Mo Yan, scriitor chinez, laureat Nobel
- 1961: Andrei Korotaev, antropolog, istoric și economist rus
- 1963: Michael Jordan, jucător de baschet american

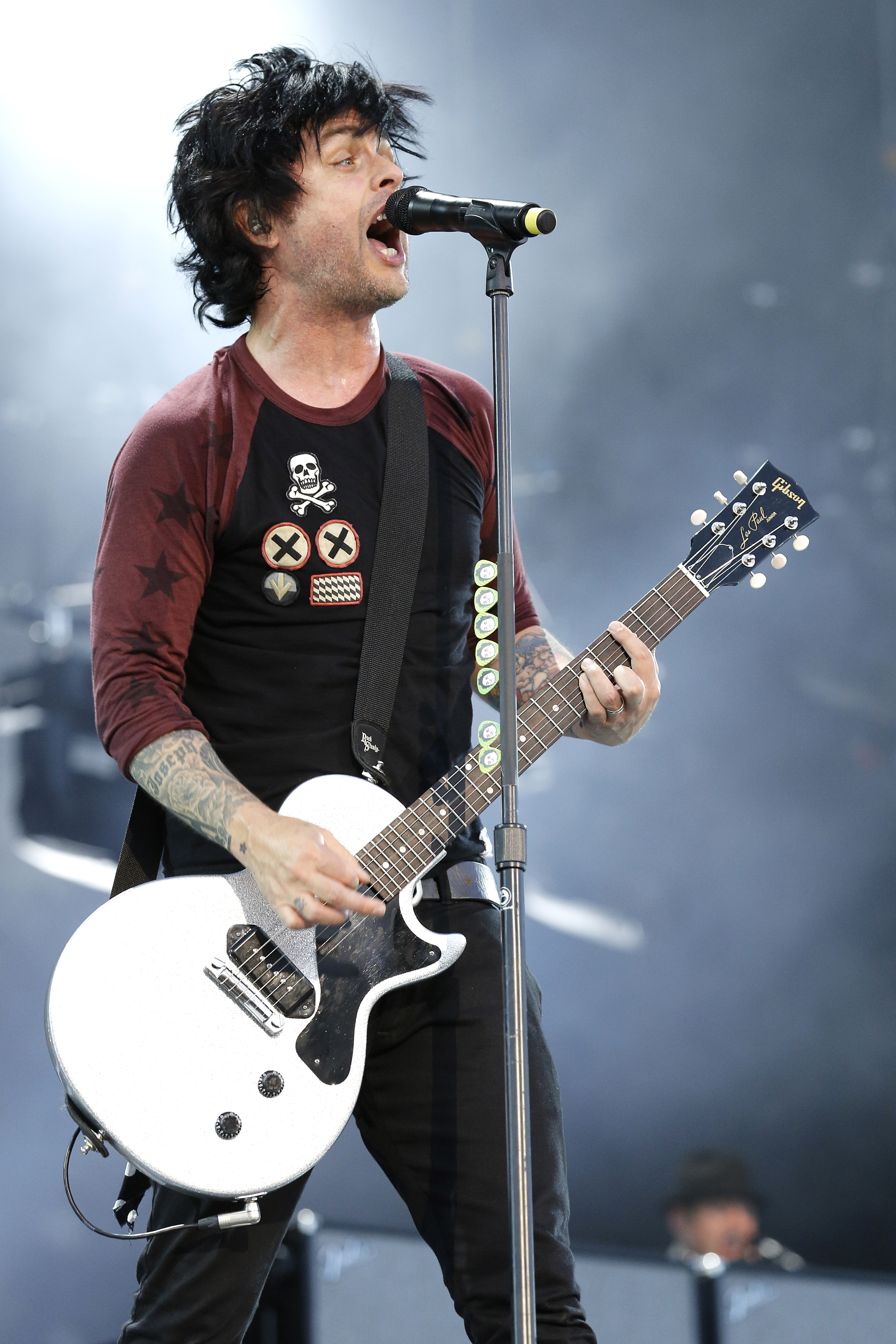
Billie Joe Armstrong, solist Green Day
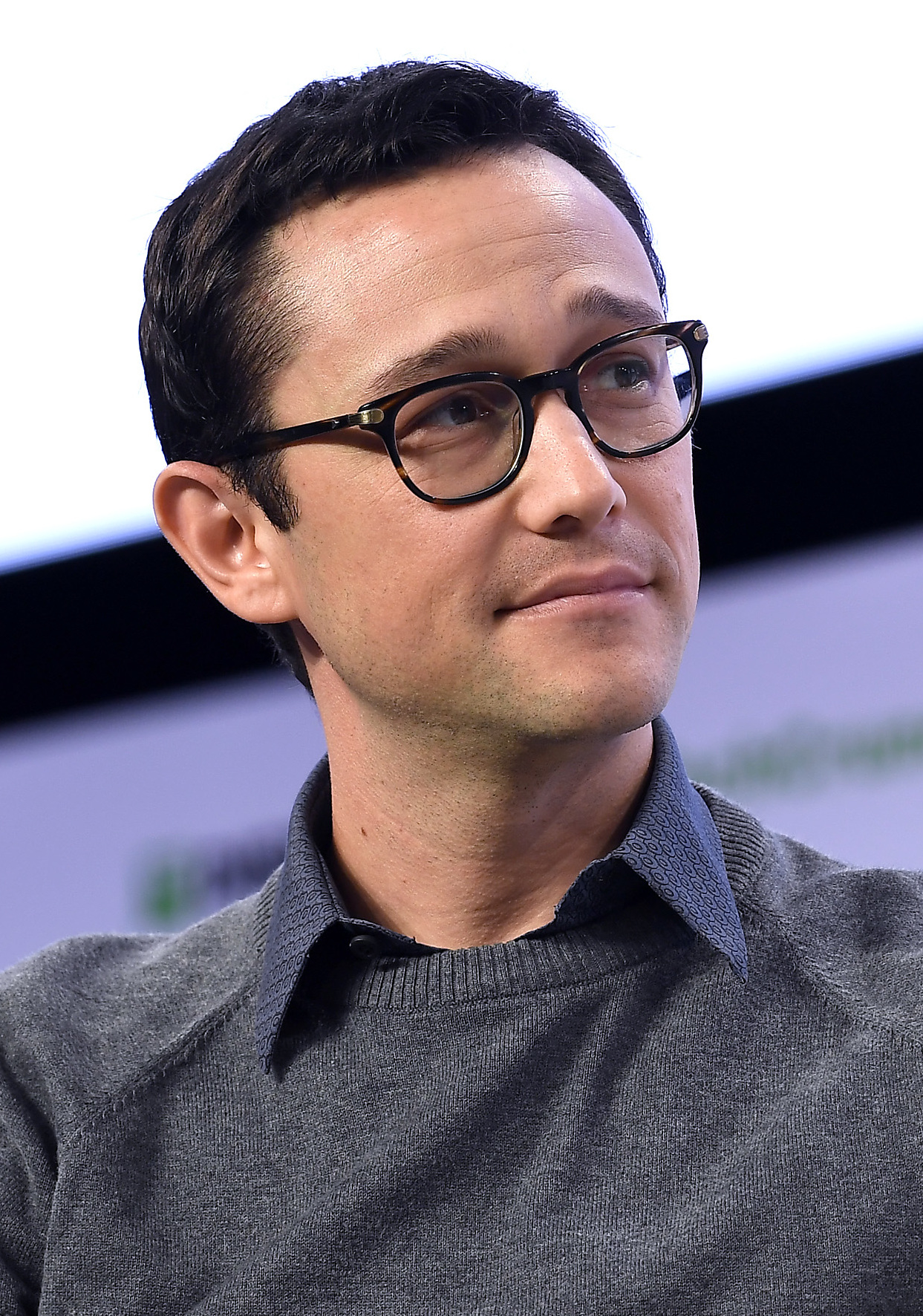
Joseph Gordon-Levitt, actor american
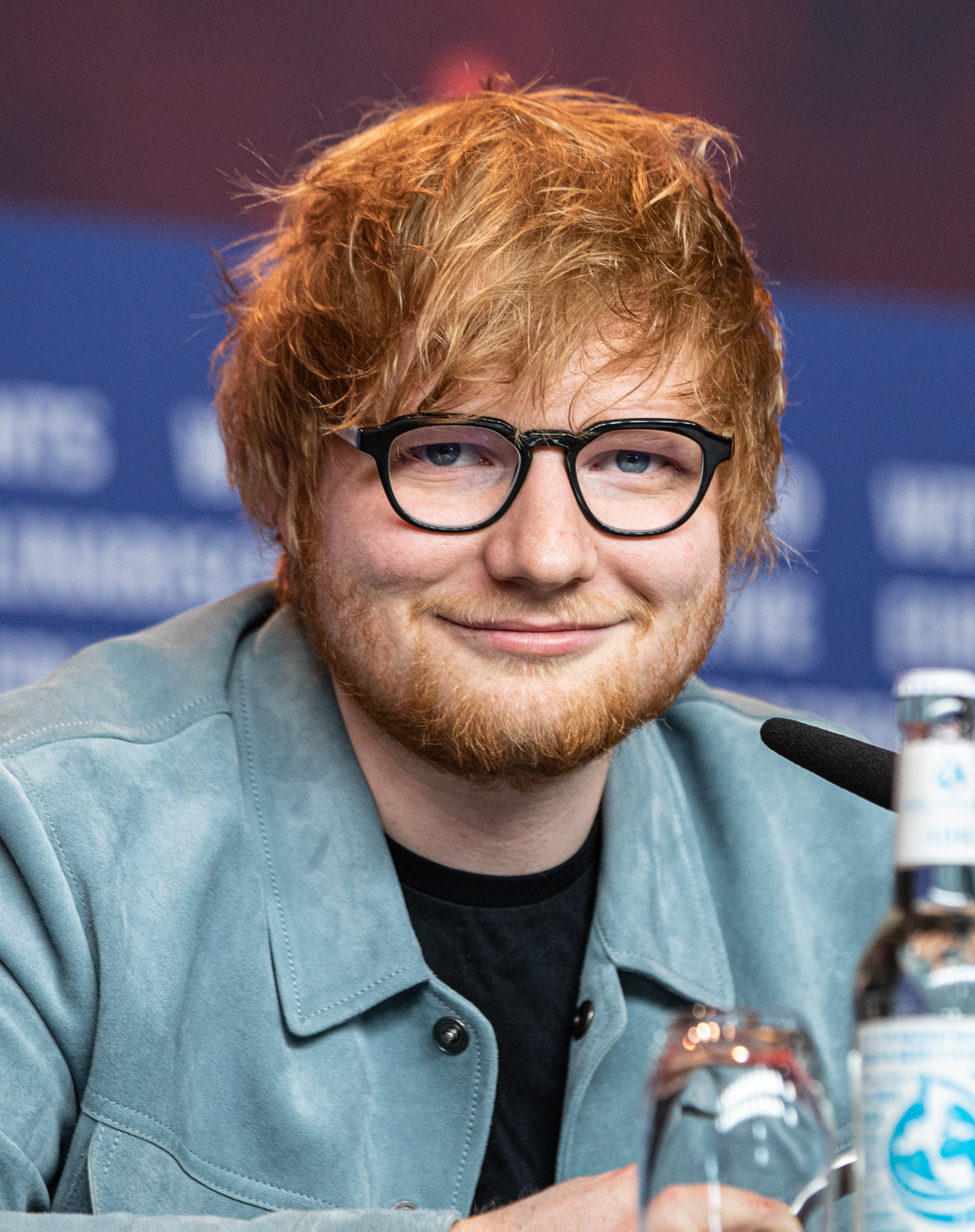
Ed Sheeran, cântăreț britanic

- 1964: Dragoș Petre Dumitriu, politician român
- 1969: Răzvan Lucescu, fost jucător român de fotbal, antrenor
- 1971: Denise Richards, actriță americană
- 1972: Billie Joe Armstrong, solist Green Day
- 1972: Taylor Hawkins, cântăreț, muzician și baterist rock american (d. 2022)
- 1974: Csaba Asztalos, jurist și politician maghiar din România
- 1974: Al-Muhtadee Billah, prinț moștenitor al Brunei
- 1974: Jerry O'Connell, actor american
- 1981: Tiberiu Bălan, fotbalist român
- 1981: Hugo Évora, fotbalist portughez
- 1981: Paris Hilton, actriță americană
- 1981: Joseph Gordon-Levitt, actor american
- 1982: Adriano Leite Ribeiro, fotbalist brazilian
- 1991: Mirela Lavric, atletă română
- 1991: Ed Sheeran, cântăreț, compozitor și actor britanic
- 1993: Marc Marquez, pilot spaniol de MotoGP

## Decese
- 1600: Giordano Bruno, filosof renascentist italian, ars pe rug din ordinul Inchiziției (n. 1548)
- 1609: Ferdinando I de' Medici, Mare Duce de Toscana (n. 1549)
- 1673: Moliere (Jean Baptiste Poquelin), dramaturg francez (n.  1622)
- 1729: Johann Ernst, Duce de Saxa-Coburg-Saalfeld (n. 1658)
- 1827: Johann Heinrich Pestalozzi, pedagog elvețian, promotor al învățământului în mediul rural (n. 1746)
- 1856: Heinrich Heine, poet, ultimul reprezentant al romantismului german (n. 1797)
- 1909: Geronimo, lider apaș (n. 1829)

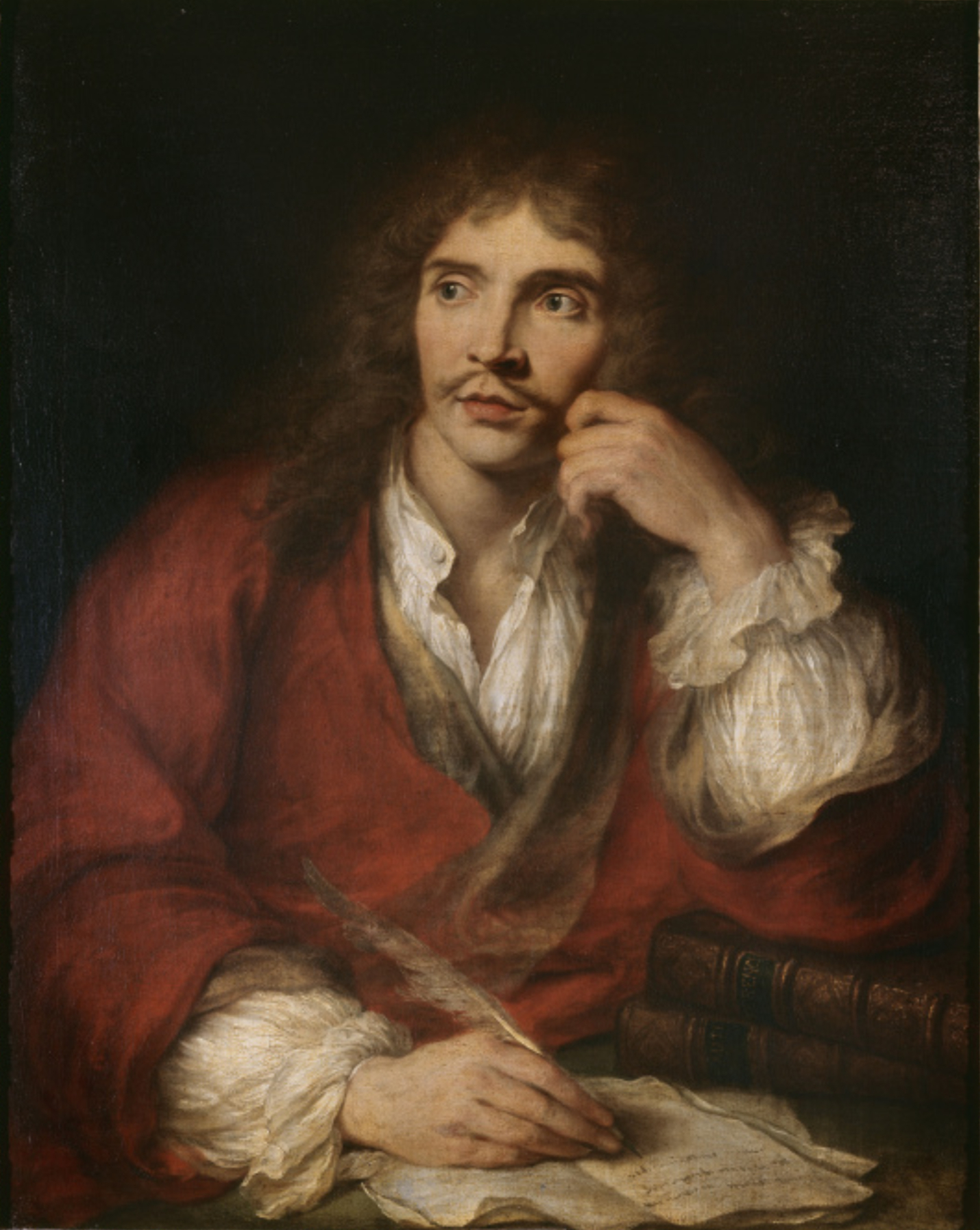
Moliere, dramaturg francez
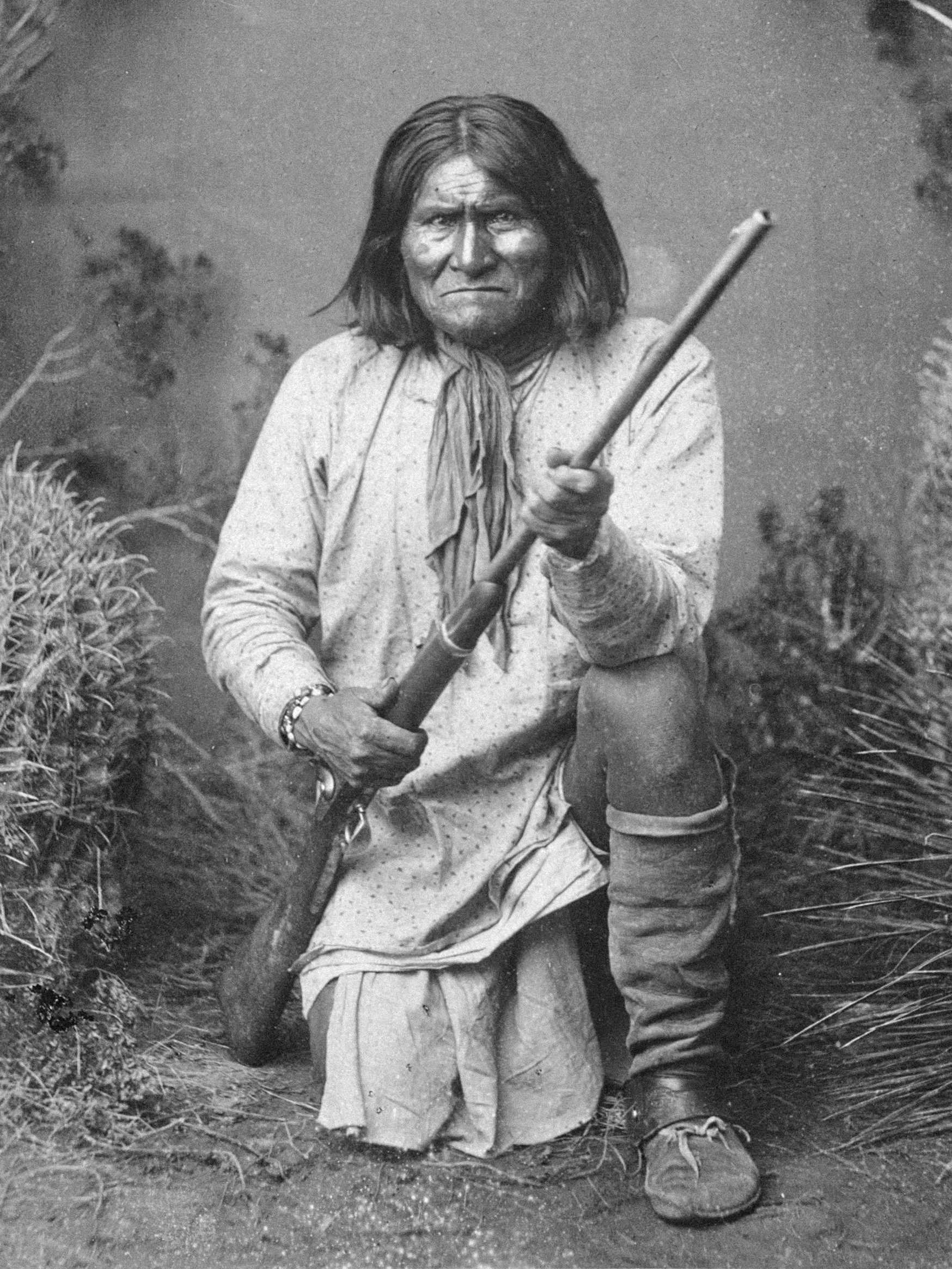
Geronimo, lider apaș
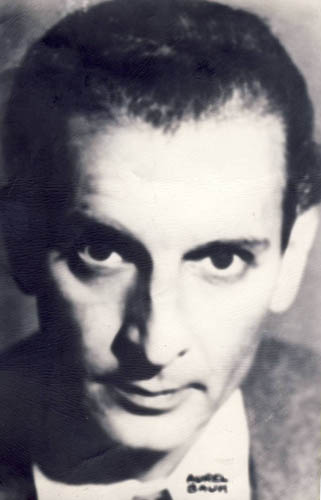
Miron Radu Paraschivescu, poet român

- 1923: Teodor T. Burada, folclorist, etnograf și muzicolog, descoperitorul bocetului popular (n. 1839)
- 1934: Regele Albert I al Belgiei (n. 1875)
- 1940: Waldemar Christofer Brøgger, geolog și mineralog norvegian (n. 1851)
- 1947: Elena Văcărescu, scriitoare franceză de origine română (n. 1866)
- 1954: Mihail Manicatide, medic pediatru român (n.  1867)
- 1958: Petr Bezruč, poet ceh (n. 1867)
- 1958: Tala Birell, actriță română (n. 1907)
- 1962: Philippe Cattiau, scrimer olimpic francez (n. 1892)
- 1967: Ciro Alegría, scriitor peruvian (n. 1909)
- 1970: Alfred Newman, compozitor american de muzică de film (n. 1901)
- 1970: Samuel Agnon, scriitor evreu (n. 1888)
- 1971: Miron Radu Paraschivescu, poet, publicist și traducător român (n. 1911)
- 1972: Ion Petrovici, filosof și memorialist (n. 1882)
- 1996: Hervé Bazin, poet, romancier, eseist, președinte al Academiei Goncourt (1973-1996) (n. 1911)
- 1996: Alexandru Roșca, psiholog, membru al Academiei Române (n. 1906)
- 2001: Richard Wurmbrand, misionar creștin, deținut politic în regimul comunist (n. 1909)
- 2016: Gelu Barbu, balerin și coregraf român (n. 1932)
- 2019: Maria Teslaru, actriță română de teatru (n. 1955)
- 2020: Sonja Ziemann, actriță germană (n. 1926)
- 2025: Antonine Maillet, scriitoare franco-canadiană (n. 1929)
- 2025: Gene Hackman, actor american (n. 1930)

## Sărbători
- In calendarul ortodox: Sfantul Mucenic Teodor Tiron